# Babylonische Gefangenschaft (Gemälde)

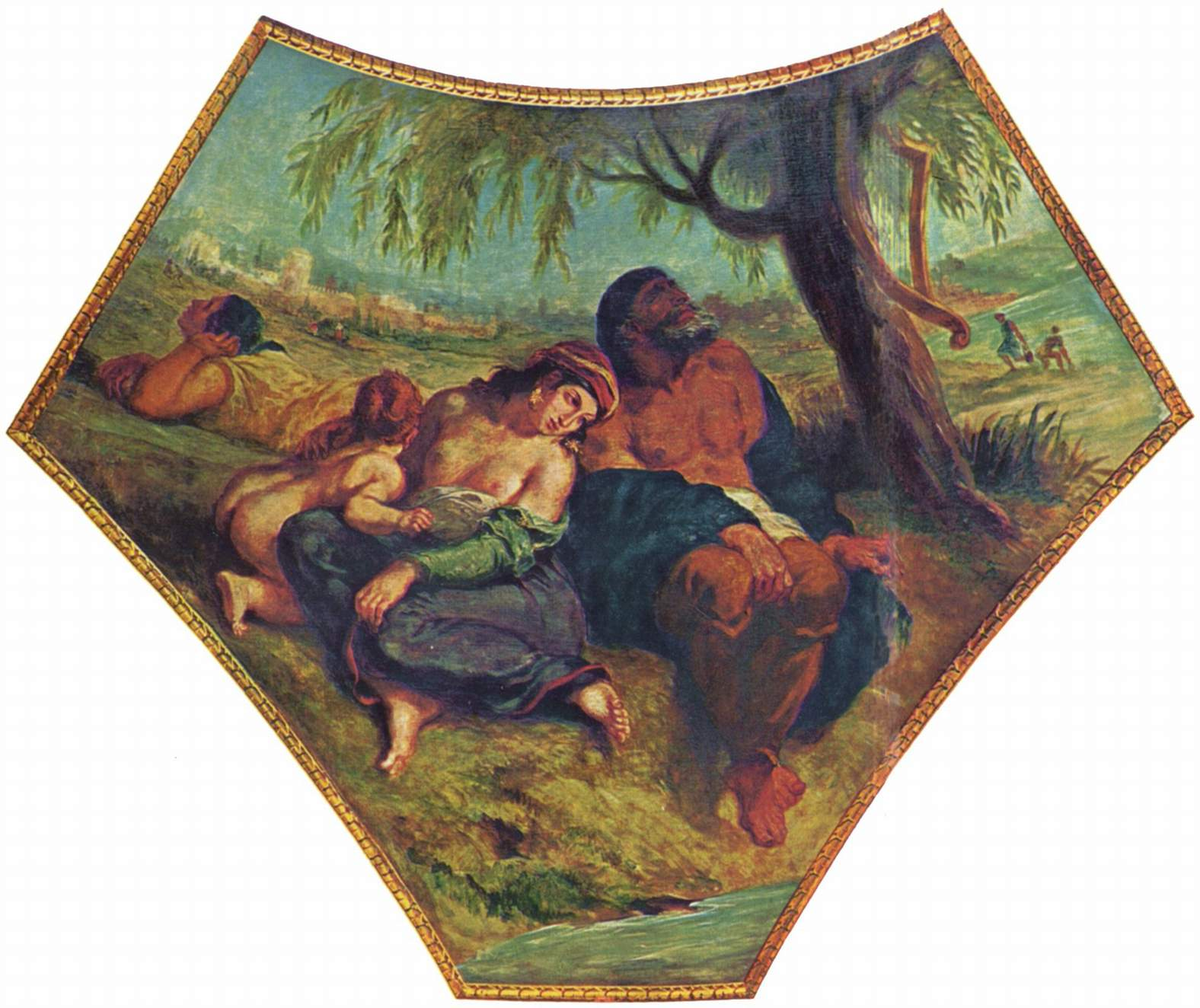
Eugène Delacroix: Babylonische Gefangenschaft, 1838/1847; Palais Bourbon, Paris

Babylonische Gefangenschaft (im französischen Original: Captivité à Babylone) ist der Titel eines Gemäldes von Eugène Delacroix, entstanden zwischen 1838 und 1847. Es befindet sich an der Decke der Bibliothèque de l’Assemblée nationale im Palais Bourbon, dem Sitz der französischen Nationalversammlung in Paris.

## Hintergrund

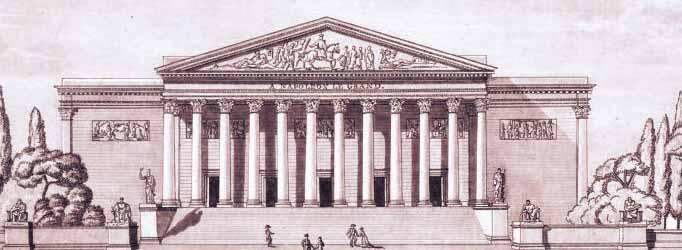
Palais Bourbon, 19. Jahrhundert

Zwischen 1838 und 1847 gestaltete Eugène Delacroix im Auftrag der französischen Abgeordnetenkammer die Decke der Bibliothek im Palais Bourbon in Paris mit Ölgemälden aus. Der Auftrag umfasste die fünf Kuppeln des 42 Meter langen Raumes und zwei Halbkuppeln über den jeweils die 10 Meter breiten Schmalseiten abschließenden Apsiden. In Form von Allegorien entwarf Delacroix einen Gemäldezyklus, der, inspiriert von dem Ort sowie der Bedeutung und Funktion des Raums angemessen, die europäische Zivilisation darstellen sollte. Die fünf Kuppeln erhielten in Anlehnung an die antiken sieben artes liberales Figurationen zu sieben Themen: Poesie, Theologie, Gesetzgebung und Redekunst, Geschichte und Philosophie und Wissenschaft, aufgeteilt in die jeweils vier Pendentifs der Kuppeln, die von der Architektur vorgegebenen Gewölbezwickel.

## Das Gemälde
Die Babylonische Gefangenschaft befindet sich in der Kuppel mit der Theologie; die drei anderen Zwickel enthalten Darstellungen von Adam und Eva, dem Zinsgroschen (im Maul des Fisches) und der Enthauptung Johannes’ des Täufers.
Im Vordergrund des Bildes sitzt ein Paar mit einem Kind unter einem Weidenbaum, in dem eine Leier hängt. Die halbentblößte Frau lehnt ihren Kopf, der einen Turban trägt, an die Schulter des dunkelhäutigen, kräftigen Mannes, der in den Himmel schaut. Das nackte Kind schmiegt sich an die Mutter und schaut, dem Betrachter den Rücken zukehrend, in die Bildtiefe, hinweg über eine Person, die, auf dem Bauch liegend, den Kopf in die Hände stützt und ebenfalls zum Himmel schaut. Dem Blick des Kindes folgend erkennt der Betrachter links im Hintergrund die Andeutung einer orientalischen Stadt, mit bezinnten Mauern und einem turmartigen Gebäude. Im rechten Bildhintergrund sieht man zwei weibliche Silhouetten, die Wasser schöpfen aus einem Gewässer, das, vom Bildrand beschnitten, den Platz der Familie im Vordergrund säumt. Ein Medaillon in der Spitze des Zwickels unter dem Bild nennt den Titel: Captivité à Babylone.
Das Gemälde imaginiert die ersten beiden Verse des 137. Psalms: „An den Wassern von Babel saßen wir und weinten, wenn wir an Zion dachten. Unsere Harfen hingen wir an die Weiden, die daselbst sind“. Das biblische Exil der Judäer in Babylon wird von Delacroix, einem Verehrer Voltaires, als romantisches Motiv der Sehnsucht und Nostalgie allegorisch aufgefasst, ausgedrückt durch die Haltung der in sich versunkenen, ins Unendliche schauenden Figuren und durch die orientalische Bildassoziation von Babylon und Euphrat.